# امانوئل بوو
امانوئل بوو (به فرانسوی: Emmanuel Bove) نویسنده قرن نوزدهم میلادی اهل فرانسه بود.